# Mitra (araldica)
La mitra, detta anche mitria, compare sia nello scudo, in cui simboleggia dignità ecclesiastica, sia come timbro, al posto dell'elmo. Quando è utilizzata come ornamento esteriore costituisce un contrassegno di dignità. A partire da papa Benedetto XVI la mitra timbra anche lo stemma papale, in luogo del precedente triregno.

Mitra d'argento (Arcore)
Mitra d'argento con due fanoni (infule) (Cafasse)
Mitra d'argento con due fanoni, decorata d'oro (Parsonz, Svizzera)
Stemma di papa Benedetto XVI